# Bedonkohe
Los Bedonkohe (Bi-dan-ku, "Personas que se asentaron delante) o Bidankande (Bi-as-a-naka-enda "De pie frente al enemigo": Gente situada en la frontera con el enemigo) eran una de las cuatro tribus principales de los Chiricahua, los cuales son uno de los grupos o naciones apaches que existen, tales como los apaches de las llanuras, los kiowa-apache, entre otros.
Los representantes más conocidos de los Bodonkohe fueron el Jefe de Guerra y chamán (en Chiricahua Diyin) Gokhlayeh (Goyathlay o Goyaałé "bostezo", más conocido como Geronimo) y Mangas Coloradas cuyo nombre es derivado de su apodo Apache Kan-da-zis Tlishishen "rojo", el jefe (Nantan) del grupo de Minas de cobre Chihenne.

## Área de influencia
El área tribal de las cuatro bandas chiricahuas a su vez se dividía en bandas locales, estaban en el suroeste de Nuevo México y el sureste de Arizona en la parte sudoeste de los EE.UU. y en la Sierra Madre Occidental en el norte de los estados mexicanos actuales de Sonora y Chihuahua. Cuando llegaron los apaches chiricahuas a esta región, estaba poblada por los Zuñi, a los que expulsaron al oriente. Estos les llamaron apachu ("extranjero enemigo"). Este nombre lo repitieron los españoles, mexicanos y estadounidenses para designar definitivamente a los apaches. Las cuatro bandas tenían buenas relaciones, debido a los matrimonios entre ellos para evitar la consanguinidad, pero eran lingüística y culturalmente distintos a los apaches próximos. A la hora de entrar en guerra tomaban decisiones arbitrarias, y no consultaban a sus vecinos antes de atacar nuevas tierras al sur.

## Territorio

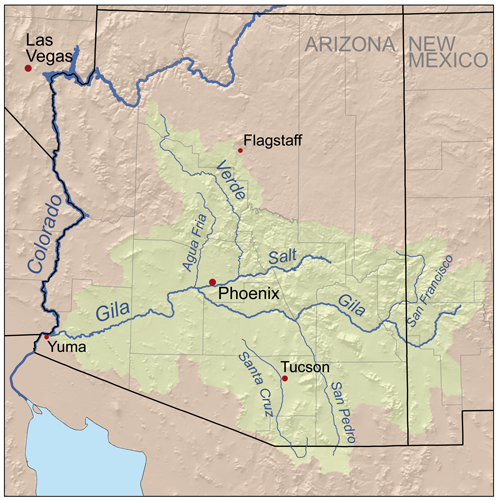
Los bedonkohe habitaban a lo largo de la rivera de río Gila

El Chokonen (Ch'ók'ánéń, Tsoka-ne-manos, Tcokanene, Chu-ku-manos, Chukunende, Ch'úk'ánéń, Ch'uuk'anén "canto del Pueblo de montaña secundarios": "La gente de las laderas de las montañas", [1] también Chiricaguis) vivían en el sureste de Arizona, en el suroeste de Nuevo México y en el noreste de Sonora y se deben a la ubicación central de su zona tribal y su protagonismo a menudo como Chiricahua real o central [2], respectivamente. [3] El mismo Noreste El grupo local de Chokonen [4] También estaba viviendo en las cabeceras del río Gila al noreste a lo largo del río San Francisco en las montañas de Mogollon en Nuevo México y así divide las regiones con el Bedonkohe que, por tanto, a menudo se asocia con esos y relacionado por matrimonio.
El Nednhi (Ndé'ndai, Nde-nd-i, Nédnaa'í, Ndé'indaaí, Ndé'indaande, Ndaandénde "gente hostil", "la gente que prepara la ira", a menudo como Bronco apaches o Sierra Madre apaches llamadas) [ 5] vivieron en el noroeste de Chihuahua, el noreste de Sonora y Arizona en el sureste - como lo fueron más lejos al sur en la banda vorgedrungene el norte de México, que se refieren a menudo como el sur de Chiricahua.
Los Chihenne (Chi-He-manos, Chihende, Tci-He-manos, Chíhéne, Chííhénee '"rojo pintado pueblo" o "gente de color rojo", el nombre podría hacer referencia al mineral coloración roja de la zona tribal que contiene cobre, que se refiere a menudo como cobre Mina, Warm Springs, Ojo Caliente Apache, Mimbreños / Mimbres, Gila apaches llamados) vivían al este de Chokonen en el suroeste de Nuevo México hacia el este hasta el Río Grande y, por tanto, se hace referencia a menudo como el Chiricahua Este.
Las minas de cobre fueron el grupo local de Western de Chihenne consiste más probable de Chihenne y Bedonkohe, al suroeste del río Gila vivió, sobre todo en el Lucia resortes de Santa en las montañas del Burro, al noroeste de la actual ciudad de plata, dominado los Pinos Altos montañas, montañas de las Pirámides y Santa Rita del Cobre en torno a lo largo del Río Mimbres en el este. Después de descubrir minas de cobre rentables alrededor de Santa Rita del Cobre que se refieren generalmente como Coppermine apaches ("cobre minas-Apache").
El Bedonkohe vivió en el oeste al norte de Nuevo México y el oeste de las montañas de Mogollon y Chihenne en Montañas Tularosa entre el río San Francisco, en el oeste y el río Gila en el sureste. Desde su refugio favorito de las montañas de Mogollon eran a menudo, también eran conocidos como Mogollon apaches. Como también al noreste de la Chokonen vivían, que a menudo se llaman noreste Chiricahua.
Además, todas Apache a lo largo del río Gila eran - había Bedonkohe, Chihenne, Chokonen oa la occidental Apache-contando San Carlos Apache y White Mountain Apache - llamada Gileños o Gila apaches.

## Relación entre los Bedonkohe y tribus vecinas
En el noroeste de la Chiricahua Apache vivieron occidental y Yavapai, en el norte del Diné (Navajo), al este del Mescalero, el sur y suroeste con el Pima Alto (Alto Pima) contando Tohono O'odham (anteriormente mayoría Papago) Hia-Ced O'odham (antes Arena Papago) (anteriormente la mayoría de Pima) (también llamado sobas, fusionó hoy en los otros grupos), Akimel O'odham, Sobaipuri y aliado con estos Maricopa y Opata.
El Yavapai, el Apache occidental y con el Diné (Navajo) prevaleció una relación tensa, que, a pesar de la afinidad lingüística y cultural, a menudo se convirtió en enemistad, sin embargo, incluye, en particular, al este de la Grande Chihenne Río sus parientes vivos, el Mescalero Apache Siempre aliado confiable en la lucha contra los españoles (posteriores mexicanos y estadounidenses) y en contra hostil Comanche y Kiowa. En las tribus sedentarias y agrícolas conduciendo el Pima Alta, Baja Pima, Opata, Maricopa, Tarahumara y otras tribus mexicanas sedentarios y más tarde los españoles (y mexicanos), el Chiricahua eran, al igual que la otra Apache también conocido como ladrones, ladrones y guerreros y temido. El Chiricahua extendió el Apachería a expensas de las tribus sedentarias sur lejos de y vendió la Sobaipuri y Opata de Arizona y grandes zonas del norte de Sonora.

## Historia
Como probablemente los líderes más importantes de Bedonkohe, Mahko - abuelo Geronimo - murieron, eran sin líder y encontraron al líder adecuado, así que fue jefe de Bedonkohe y las minas de cobre del grupo local de Chihenne desde la década de 1820 en el nativo Bedonkohe Mangas Coloradas. También tuvo una considerable influencia en los líderes de la Mimbres vecinos del este / grupo Mimbreño-local del Chihenne que vivió en el suroeste de Nuevo México, entre el río Mimbres y el Río Grande, en las montañas de Mimbres y rango del cocinero. En tiempos de guerra, también ("cuchillo ennegrecido" en Apache: Baishan) cerraron Cuchillo Negro, Delgadito ("un poco delgado", "pobre" en Apache: Tudeevia, Dudeevia), [6] Victorio, Nana y otros dirigentes del Norte Warm Springs Warm Springs y grupos Sur-locales que también pertenecían a la Chihenne, Mangas Coloradas sucesivamente. [7]
También el padre de Cochise, el jefe de Chihuicahui, el grupo local al suroeste de Chokonen, y al mismo tiempo el líder más influyente entre los Chokonen - fue quizás el jefe más influyente del Apache en el siglo XIX y es debido a su éxito en la lucha contra los mexicanos. y los estadounidenses por muchos historiadores consideran uno de los líderes indígenas más importantes del siglo XIX.
En las últimas batallas de la Chiricahua (1860-1890), con la participación de la Bedonkohe, muchos grupos locales han sido diezmadas, por lo que ya no eran capaces de sobrevivir sola en la batalla y mantener su seguridad y la libertad. Los sobrevivientes de la banda (grupo tribal) más pequeño - el Bedonkohe - por lo tanto, cerradas desde 1850 sobre todo el Chihenne bajo el liderazgo de los jefes de Victorio y Nana y la Nednhi bajo Juh on - cuya Janero local grupo de Nednhi se convirtió así en un crisol de familias muy pequeñas y los grupos que se negaron a renunciar a la lucha. Después de la diezmada en los lomos Bedonkohe surgió, perdieron su propia identidad, y entraron en los otros grupos de Chiricahua durante el período de reserva para.